# Full of Hell
Full of Hell es una banda de grindcore estadounidense oriunda de Ocean City, Maryland, formada en 2009.

## Historia
Desde su formación en 2009, Full of Hell lanzó bajo los sellos discográficos A389 Records y Profound Lore Records cuatro long play, los últimos dos siendo colaboraciones con los artistas Merzbow y The Body. 
Su primer trabajo, titulado Roots of Earth Are Consuming My Home fue publicado en el 2011, seguido por Rudiments of Mutilation en el 2013. En conjunto con el artista japonés Merzbow publican su tercer LP, Full of Hell & Merzbow a fines de 2014.
El 8 de enero de 2016, lanzaron un ep de cuatro canciones, titulado Amber Mote in the Blak Vault. El disco presenta tres canciones originales y un cóver de la canción de Melvins "Oven", originalmente publicada en 1989 en el álbum Ozma.
Luego de su tour de 2015 con la banda de sludge metal The Body, Full of Hell comenzó a planificar un disco colaborativo entre ambas bandas, publicándolo finalmente el 25 de marzo de 2016. El disco se tituló One Day You Will Ache Like I Ache.

## Miembros
Actuales
- Dylan Walker – voces, electrónicos, noise[8] (2009–presente)
- Spencer Hazard – guitarras, noise (2009–presente)
- Dave Bland – batería, percusión (2009–presente)
- Sam DiGristine – bajo, coros (2015–presente)

Anteriores
- Brandon Brown – bajo, coros (2009–2015)

## Discografía

### Álbumes de estudio
- Roots of Earth Are Consuming My Home (2011)
- Rudiments of Mutilation (2013)
- Full of Hell & Merzbow (en colaboración con Merzbow) (2014)
- One Day You Will Ache Like I Ache (en colaboración con The Body) (2016)
- Trumpeting Ecstasy (2017)
- Ascending a Mountain of Heavy Light (en colaboración con The Body) (2017)
- Weeping Choir (2019)
- Garden of Burden Apparitions (2021)
- Suffocating Hallucination (en colaboración con Primitive Man) (2023)
- When No Birds Sang (en colaboración con Nothing) (2023)

### EPs
- Savage (2009)
- The Inevitable Fear of Existence (2010)
- F.O.H Noise (2011)
- F.O.H Noise: Vol 2 (2011)
- F.O.H Noise: Vol 3 (2012)
- F.O.H Noise: Vol 4 (2013)
- Amber Mote in the Black Vault (2015)
- Live at Roadburn (2016)
- Aurora Leaking fron an Open Wound (2022)

### Splits
- Full of Hell / Goldlust (2011)
- Full of Hell / Code Orange Kids (2012)
- Full of Hell / Calm the Fire (2012)
- Full of Hell / The Guilt Of... (2012)
- Full of Hell / Psywarfare (2014)
- Full of Hell / Nails (2016)
- Full of Hell / Intensive Care (2018)
- Full of Hell / Gasp (2023)